# Arsenal (Parigi)

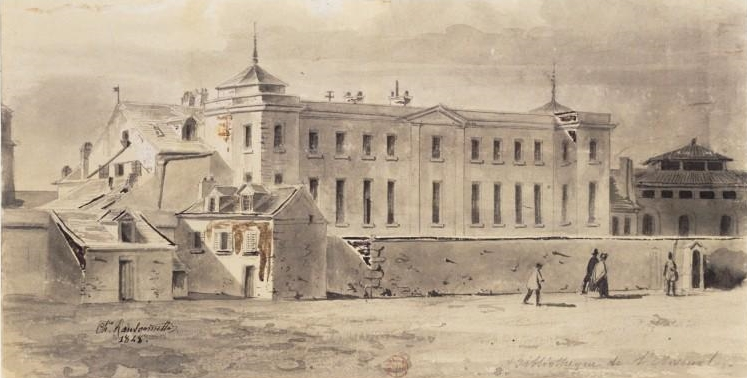
La Bibliothéque de l'Arsenal in un dipinto di Charles Ransonnette del 1848

L'Arsenal è il 15º quartiere amministrativo di Parigi, situato nel IV arrondissement.
Il quartiere dell'Arsenal, che si estende per 0,487 km², forma una sorta di triangolo tra il Quai Henri-IV lungo la Senna, il Port de l'Arsenal e il Boulevard Henri-IV. 
Dal punto di vista amministrativo, il quartiere è delimitato dal Quai Henri IV a sud, da Rue Saint-Paul e Rue de Turenne a ovest, da Rue du Pas-de-la-Mule, dalla Place des Vosges a nord e da Boulevard Beaumarchais, Place de la Bastille e Boulevard Bourdon a est.

## Storia
Il quartiere deve il suo nome alla presenza, a partire dal 1533, dell'Arsenale del Re o Grand Arsenal, che si estende lungo la Senna, dalla Rue du Petit-Musc, sino alle mura di cinta di Carlo V. Sotto Luigi XIV, l'Arsenal divenne un magazzino di armi: in un cortile interno venivano sperimentati i nuovi cannoni prodotti.

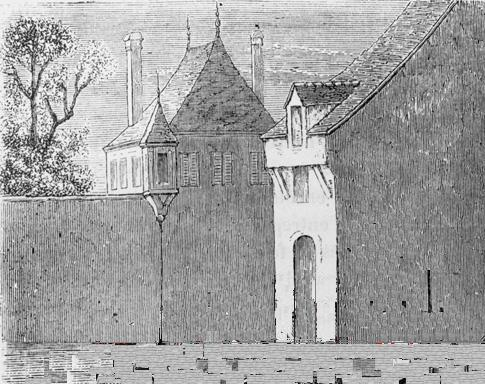
Un cortile dell'Arsenal in un'incisione del 1770, presente nella Bibliothèque de l'Arsenal

Nel 1757, il marchese Antoine-René de Voyer de Paulmy d'Argenson (1722-1787), ufficiale dell'artiglieria, vi aprì una biblioteca, chiamata attualmente Bibliothèque de l'Arsenal, una delle più importanti di Parigi nel XIX secolo.
Tra il 17 dicembre 1906 e il 2 settembre 1939, il quartiere era servito dalla stazione della metropolitana della linea 5 Arsenal.
Nel 1983, il bacino dell'Arsenal, da porto mercantile è stato convertito in porto turistico (il Port de l'Arsenal) che dispone di quasi 180 posti barca. Costruito sul sito del vecchio canale della Bastiglia, collega il canal Saint-Martin alla Senna, tra il Quai de la Rapée e la Piazza della Bastiglia ed è circondato da giardini.

## Evoluzione demografica
| Anno | Popolazione (ab) | Densità (ab/km²) |
| ---- | ---------------- | ---------------- |
| 1954 | 17 007           | 34 922           |
| 1962 | 16 105           | 33 070           |
| 1968 | 15 097           | 31 000           |
| 1975 | 21 355           | 43 850           |
| 1982 | 24 096           | 49 478           |
| 1990 | 29 920           | 61 437           |
| 1999 | 57 474           | 118 016          |